# Mgławica planetarna

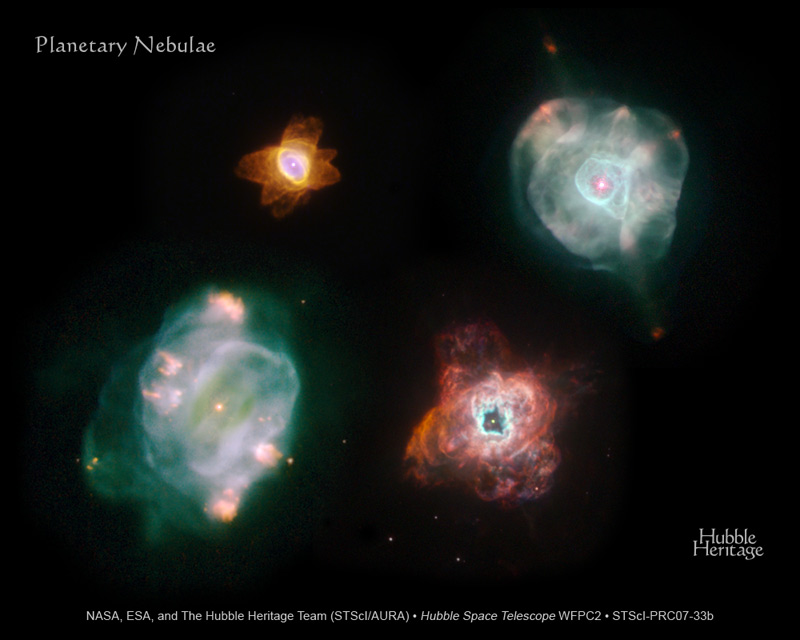
Cztery mgławice planetarne – Henize 2-47 (u góry po lewej), IC 4593 (u góry po prawej), NGC 5307 (u dołu po lewej) i NGC 5315 (u dołu po prawej).

Mgławica planetarna – obłok gazu i pyłu powstałego z zewnętrznych warstw gwiazdy
kończącej etap syntezy jądrowej we wnętrzu. W centrum takiego obiektu odkrywane są zwykle białe karły, w które zamieniają się gwiazdy po utracie otoczki.
Mgławice planetarne powstają z gwiazd o masach między 1 a 8 mas Słońca wskutek nagłej ekspansji zewnętrznych warstw gwiazdy. Wnętrze gwiazdy zapada się zamieniając w białego karła (bez względu na początkową masę) o masie do około 1,4 masy Słońca. Większość materii gwiazda traci podczas takiego zdarzenia, a ta zasila ośrodek międzygwiazdowy. Kulista i cienka otoczka wokół gwiazdy powstaje w wyniku zagęszczania materii wywianej w początkowo powolnej i gęstej fazie wiatru gwiazdowego przez pojawiającą się później fazę wiatru rzadkiego, ale szybkiego. Gdy materii w tym zagęszczeniu jest już dużo, a gwiazda w środku staje się wystarczająco gorąca – kulista, odległa (średnio około pół roku świetlnego od gwiazdy) otoczka gwiezdna zaczyna świecić i na niebie pojawia się mgławica. Temperatura w gazie otoczki to typowo 10 tys. stopni Celsjusza. Mgławice nieustannie rozszerzają się (z prędkością około 20 km/s) i po krótkim (jak na skale astronomiczne) czasie (10 tys. lat) rozmywają w ośrodku międzygwiazdowym, przestają świecić i przestają być widoczne.

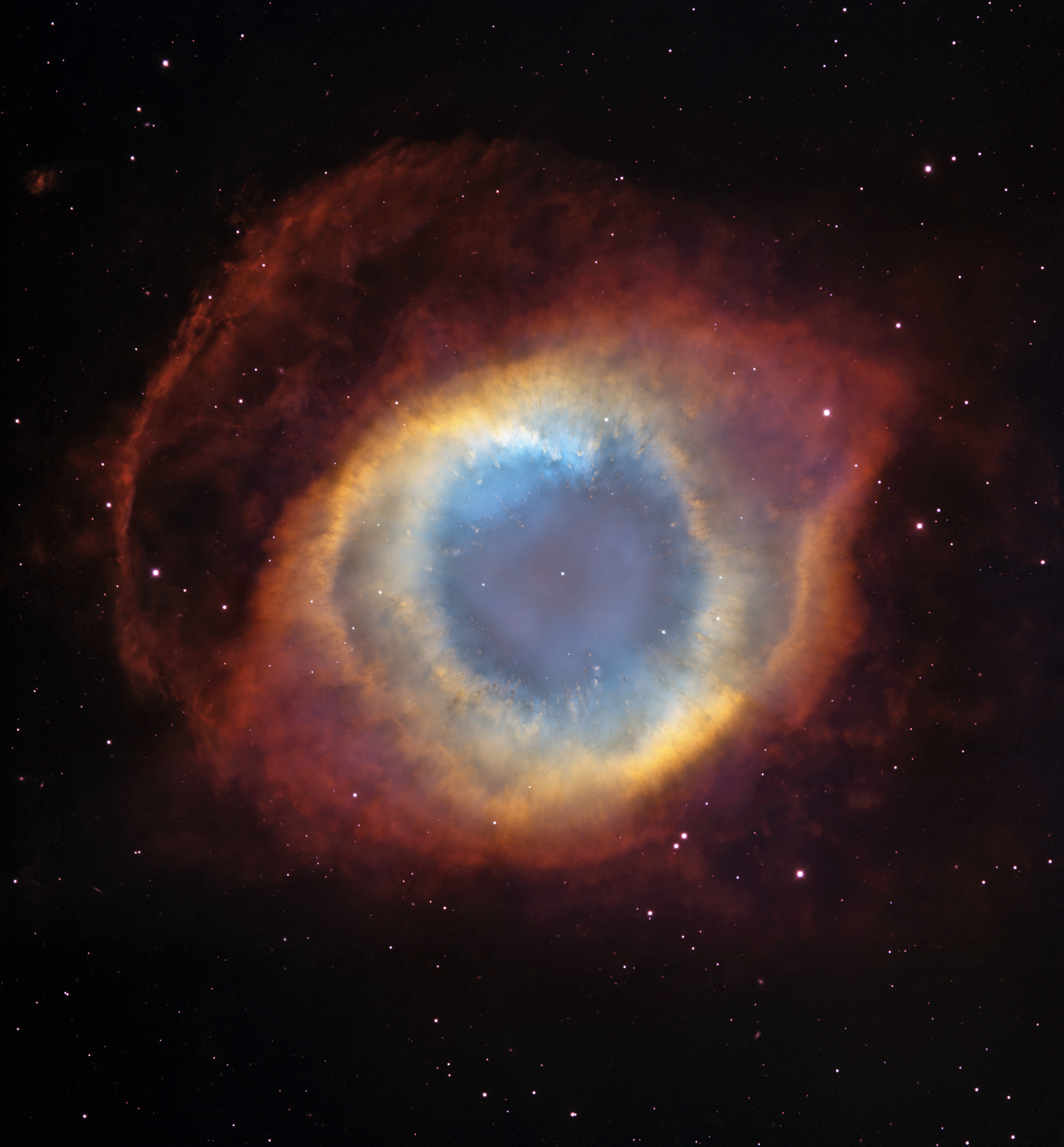
NGC 7293. Zdjęcie wykonane w 2004 roku

Pierwotna materia Wszechświata zawierała niemal wyłącznie wodór i hel, gwiazdy przetwarzają w swych wnętrzach pierwiastki lżejsze (takie jak wodór i hel), na cięższe, zwane w astronomii metalami (takie jak węgiel, tlen). Wyrzucanie materii przez gwiazdę powoduje zasilanie materii międzygwiazdowej w pierwiastki cięższe od wodoru i helu.
Mgławice planetarne nie świecą światłem białym – jak gwiazdy. W ich widmach widoczne są tylko pojedyncze linie.
Nazwa mgławica planetarna może być nieco myląca, ponieważ ten typ mgławicy nie ma nic wspólnego z planetami. Dawniej astronomowie kierując się wyłącznie zaobserwowanym kształtem, uznali te obiekty za podobne do małej jasności tarcz odległych planet, jak Urana czy Neptuna.

## Morfologia
Większość mgławic planetarnych jest w przybliżeniu sferyczna. Około 10% obiektów tego typu wykazuje symetrię niesferyczną z wyróżnioną osią (bipolarne), mało jest natomiast takich, które są w ogóle pozbawione symetrii, a przyczyną byłyby być może turbulencje w plazmie mgławicy powodowane zbyt szybkim narastaniem prędkości wiatru gwiazdowego. Ostatnie teorie (ze stycznia 2005 roku) sugerują dużą rolę pola magnetycznego w formowaniu kształtu mgławic planetarnych lub wybuchu obejmującego tylko część gwiazdy. W latach osiemdziesiątych XX wieku dopatrywano się raczej istnienia dysku okołogwiazdowego, jako przyczyny asymetrii.

## Mgławice planetarne odkryte w gromadach gwiazd
Obecnie znanych jest tylko 14 mgławic planetarnych powiązanych z gromadami gwiazd. 10 z nich powstało w gromadach otwartych, a 4 w kulistych.
| Nazwa mgławicy    | Gromada               | Typ gromady |
| ----------------- | --------------------- | ----------- |
| JaFu 1            | Palomar 6             | kulista     |
| M 3-20            | Trumpler 31 (An)      | otwarta     |
| IRAS 18333-2357   | Messier 22 = NGC 6656 | kulista     |
| Pease 1           | Messier 15 = NGC 7078 | kulista     |
| A 9               | Messier 38 = NGC 1912 | otwarta     |
| NGC 2438          | Messier 46 = NGC 2437 | otwarta     |
| NGC 2452          | NGC 2453              | otwarta     |
| NGC 2818          | NGC 2818              | otwarta     |
| Henize 2-133      | Lyngå 5 (An)          | otwarta     |
| KsRm 1            | NGC 6087              | otwarta     |
| HeFa 1            | NGC 6067              | otwarta     |
| Vd 1-8 (Sa 2-167) | NGC 6281              | otwarta     |
| JaFu 2            | NGC 6441              | kulista     |
| M 3-45            | Basel 5 (An)          | otwarta     |